# Capitães-mor da Capitania de São Vicente
Em 7 de junho de 1494, seis anos antes de Pedro Álvares Cabral chegar ao Brasil, foi assinado pelos reis católicos, Fernando e Isabel, soberanos de Castela e Aragão, e por D. João II, de Portugal, o Tratado de Tordesilhas, que dividia as terras por descobrir na América, entre os dois reinos. Essa linha imaginária passava pela foz do Rio Amazonas e ia até o estuário do Rio da Prata e do Rio Paraguai. A Leste, ao Atlântico, pertencia a Portugal e no sentido Oeste era da Espanha. Os jesuítas espanhóis, anos depois, invadiriam o território pertencente a Portugal, e seriam expulsos pelos bandeirantes paulistas, que foram os responsáveis pela anexação ao Brasil de seis milhões e duzentos mil quilômetros quadrados, que antes pertenciam à Coroa espanhola.
Somente 30 anos após o descobrimento é que o rei de Portugal resolveu mandar uma expedição ao Brasil para tomar posse de suas terras de além-mar. Para esta missão foi designado pelo rei D. João III o fidalgo português Martim Afonso de Sousa, que tinha por determinação real organizar administrativa e juridicamente a nova colônia. Partindo do Rio Tejo em 2 de Dezembro do ano de 1530, escalou nas Ilhas Canárias e do Cabo Verde e chegou em fins de Janeiro de 1531 ao Brasil. Aportando em Pernambuco, encontrou três navios franceses carregados de Pau-brasil, tendo capturado-os. Continuando sua viagem para o Sul, passou pela Bahia, onde teve contato com Diogo Álvares Correa, o Caramurú, e em 30 de Abril do ano de 1531 entrou na Baía da Guanabara, onde permaneceu por três meses. Depois, ancorou na região de Cananéia, daí foi até a foz do Rio da Prata. Retornando, fundou em 22 de Janeiro do ano de 1532, a primeira cidade brasileira, São Vicente, fazendo erguer um sobrado para a Câmara, uma igreja, uma casa-forte, um estaleiro e o pelourinho. Mandou plantar alguns produtos, principalmente cana-de-açúcar trazida da Ilha da Madeira, sendo construído o primeiro engenho, e dividiu em lotes as terras da região e as distribuiu entre os primeiros colônizadores lusos. Em companhia de João Ramalho, subiu a serra até o Planalto de Piratininga. Em Setembro de 1532, em carta do rei, é comunicado a deliberação de adotar o regime feudal hereditário das Capitanias Donatárias, cabendo a ele e seu irmão Pero Lopes de Sousa as melhores doações. A Capitania de São Vicente se estendia de Cananéia até Cabo Frio. Regressando a Portugal, em 24 de Março do ano de 1533, é designado um representante legal para administrar a Capitania. Assim surgem os Capitães-mor, que durante quase 200 anos s os destinos da Capitanias . 
CAPITÃES-MORES
1533 - Pero de Gois (*)
1536 - Gonçalo Monteiro (*)
1538 - Antônio de Oliveira
1543 - Cristóvão de Aguiar de Altero
1545 - Brás Cubas
1549 - Antônio de Oliveira
1554 - Gonçalo Afonso
1555 - Brás Cubas
1556/1558 - Jorge Ferreira
1558/1561 - Francisco de Moraes
1561/1562 - Pedro Colaço
1563 - Pedro Ferraz Barreto
1567 - Jorge Ferreira
1572/1592 - Jerônimo Leitão
(1580) - Antônio de Proença (interino)
1592/1595 - Jorge Correa
1598 - Roque Barreto
1600/1602 - Roque Barreto
1602 - Pedro Vaz de Barros
1602 - Diogo Lopes de Castro
1603 - Roque Barreto
1606 - Antonio Pedroso de Barros
1607 - Gaspar Coqueiro
1612 - Luís de Freitas Matoso
1612 - Nuno Pereira Freire
1613- Francisco de Sá Sottomaior
1613 - Roque Barreto
1613 - Domingos Pereira Jacome
1614 - Pedro Cubas - (interino)
1614 - Paulo da Rocha e Siqueira
1615 - Baltasar de Seixas Rabelo
1617 - Gonçalo Corrêa de Sá
1618 - Martim de Sá
1618 - Pedro Cubas (interino)
1621 - Manuel Rodrigues de Moraes
1622 - Fernão Vieira Tavares
1622 - João de Moura Fogaça
1624 - Álvaro Luís do Vale
1626 - Gonçalo Corrêa de Sá
1628 - Pedro da Mota Leite
1632 - Francisco da Costa
1635 - Francisco da Rocha
1638 - Antônio de Aguiar Barriga
1639 - Vasco da Mota
1640 - João Luís Mafra
1640 - Calixto da Mota
1641 - Gonçalo Corrêa de Sá
1642 - Gaspar de Sousa Ulhôa
1642 - Francisco da Fonseca Falcão
1643 - Antônio Ribeiro de Moraes
1644 - Gaspar de Sousa Ulhôa
1645 - Franscisco Pinheiro Raposo
1644 - Jacques Félix
1643 - Antônio Lopes da Costa
1644 - Valério Carvalho
1647 - Manuel Carvalho
1648 - Manuel Pereira Lôbo
1649 - Dionísio da Costa
1650 - Ãlvaro Luís do Vale
1652 - Bento Fernão de Castelo Branco
1652 - Francisco Álvaro Marinho
1653 - Jorge Fernandes da Fonseca
1654 - Gonçalo Couraça de Mesquita
1654 - Simão Dias da Fonseca
1657 - Manuel de Quevedo e Vasconcelos
1657 - Manuel de Sousa da Silva
1658 - Jerônimo Pantoja Leitão
1659 - Antonio Ribeiro de Morais
1660 - Jorge Fernandes da Fonseca
1662 - Antonio Raposo da Silveira
1662 - João Blau
1662 - Cipriano Tavares
1665 - Tomás Fernandes de Oliveira
1665 - Agostinho de Figueiredo
1666 - Sebastião Velho de Lima
1668 - Jorge Bron
1669 - Roque Leitão Robalo
1669 - Henrique Leitão Robalo
1670 - Atanásio da Mota
1675 - Tomás Fernandes de Oliveira
1677 - Braz Rodrigues de Arzão
1677 - Felipe Carneiro de Alcaçova
1679 - Luís Lopes de Carvalho
1684 - Diogo Arias de Araújo
1684 - Pedro Taques de Almeida
1687 - Filipe de Carvalho
1688 - Tomás Rodrigues Sanches
1690 - Manuel Peixoto da Mota
1691 - Manuel Pereira da Silva
1692 - Diogo Pinto do Rêgo
1694 - Manuel Garcia
1696 - Simão de Toledo Piza
1696 - Pedro Rodrigues Sanches
1697 - Gaspar Teixeira de Azevedo
1697 - Martim Garcia Lumbria
1700 - Tomas da Costa Barbosa
1701 - Miguel Teles da Costa
1703 - Antonio Correa de Lemos
1706 - Manoel Gonçalves Ferreira
1707 - José de Godoi Moreira
1707 - João de Campos e Matos
1709 - Francisco do Amaral Coutinho
Obs: (*) Alguns historiadores, contestando outros, afirmam que o primeiro Capitão-mor da Capitania de São Vicente seria Pero de Gois e não Gonçalo Monteiro, e que este só em fins de 1536, teria assumido o cargo, quando aquele viajou para Portugal em missão.
As informações sobre os nomes e as datas de exercício dos Capitães-mores, não são precisas por extravio dos competentes documentos.
1. ↑  https://www3.al.sp.gov.br/historia/governadores-do-estado/governantes3.htm